# Toelgyfaloca
Toelgyfaloca és un gènere de papallones nocturnes de la subfamília Thyatirinae de la família Drepanidae.

## Taxonomia
- Toelgyfaloca albogrisea (Mell, 1942)
- Toelgyfaloca circumdata Houlbert, 1921